# وست روی لیک، مینه‌سوتا
وست روی لیک (به انگلیسی: West Roy Lake) یک منطقهٔ مسکونی در ایالات متحده آمریکا است که در Mahnomen County واقع شده‌است. وست روی لیک ۷۴ نفر جمعیت دارد و ۴۵۵٫۹۹ متر بالاتر از سطح دریا واقع شده‌است.